# John Joseph Glennon
John Joseph Glennon (14 de junho de 1862 - 9 de março de 1946) foi um prelado da Igreja Católica Romana, servindo como Arcebispo de St. Louis de 1903 até sua morte em 1946. Ele foi elevado ao cardinalato em 1946.

## Vida
John Joseph Glennon nasceu em 1862 em Kinnegad, Condado de Westmeath, na Irlanda. Em 1878, ele começou a estudar filosofia e teologia no All Hallows College , agora na Dublin City University . Em 1882, o bispo John Joseph Hogan, de Kansas City , Missouri, EUA, frequentou a faculdade para recrutar padres para seu recém-criado bispado. Aos vinte e dois anos, Glennon foi ordenado sacerdote pelo bispo Hogan em 20 de dezembro de 1884, para a Diocese de Kansas City, após a dispensação de Roma devido a sua tenra idade.tinha emitido. Glennon passou dois anos na St. Patrick's Church em Kansas City antes de retornar à Europa para continuar seus estudos. Após vários anos de estudo na Universidade de Bonn , ele pediu permissão ao seu bispo para estudar em uma universidade romana, mas isso não lhe foi concedido. Em vez disso, ele foi chamado de volta a Kansas City e nomeado pastor da catedral e vigário geral da diocese.
Papa Leão XIII. Nomeado Glennon o Bispo Coadjutor de Kansas City em 14 de março de 1896 e Bispo Titular de Pinara . Em 29 de junho, o arcebispo John Joseph Cain, de St. Louis, deu-lhe a ordenação episcopal ; Os co-consagradores foram o bispo de São José , Maurice Francis Burke , e o bispo de Davenport , Henry Cosgrove . Ele era o bispo mais jovem do mundo aos 33 anos.
Em 27 de abril de 1903, o Papa Leão XIII nomeou-o. ao bispo coadjutor de São Luís e no dia 13 de outubro, ele sucedeu o falecido arcebispo John Joseph Cain como arcebispo de St. Louis. Aqui também, aos 41 anos, ele era o arcebispo mais jovem do mundo. Glennon chegou a St. Louis durante a Feira Mundial em 1904 e foi rapidamente adotado pelos moradores locais, então ele estava envolvido em projetos importantes na cidade. Em 1907 ele comprou o terreno ao lado da Basílica de St. Louis e construiu uma nova catedral para a Arquidiocese, que foi concluída em 1915. No mesmo ano, os primeiros alunos foram admitidos no novo Seminário de Kenrick (agora o Seminário Kenrick-Glennon). Em 1921, o Papa Bento XV o nomeou . para o assistente do trono papal .
Glennon tornou-se conhecido por seus sermões muito rapidamente e também foi elogiado como o melhor pregador católico nos Estados Unidos. Em sua arquidiocese, fundou um hospital infantil diocesano, o Cardinal Glennon Children's Hospital , afiliado ao Centro Médico da Universidade Saint Louis . No que diz respeito aos imigrantes, ele teve a ideia de que eles se integrariam melhor se vivessem em comunidades onde sua língua era falada. Ele introduziu um programa chamado Movimento de Colonizaçãoem que ele convidou os imigrantes da Itália, Áustria, Rússia, Polônia e Alemanha para vir a sua diocese. Ele ajudou a construir comunidades, forneceu fundos e forneceu igrejas com padres. No Condado de Dunklin ele comprou grandes terras aráveis e as deu para as famílias católicas residentes. As comunidades de Knobville, no condado de Phelps, e Wilhelmina, em Dunklin, também se beneficiaram do cardeal Glennon e de sua "Colonization Realty & Co." . Ao contrário de seu sucessor, o arcebispo Joseph Elmer Ritter , ele não defendeu a abolição da segregação racial; isso causou críticas.
Em 18 de fevereiro de 1946, o papa Pio XII. Arcebispo Glennon Cardeal e nomeou-o cardeal sacerdote de San Clemente . Devido à sua saúde debilitada, ele inicialmente hesitou em assistir às cerimônias em Roma, mas acabou indo para Roma. Depois que as cerimônias terminaram, ele foi para a Irlanda para voltar a St. Louis, mas morreu em 9 de março de 1946 com a idade de 83 anos em Dublin. Seu corpo foi transferido para St. Louis e enterrado na catedral local. Seu túmulo é o primeiro túmulo arquiepiscopal na cripta da catedral.